# Silicoloculina
Silicoloculina es un género de foraminífero bentónico considerado un sinónimo posterior de Miliammellus de la familia Silicoloculinidae, del suborden Silicoloculinina y del orden Silicoloculinida. Su especie tipo era Silicoloculina profunda. Su rango cronoestratigráfico abarcaba el Holoceno.

## Discusión
Algunas clasificaciones incluirían Silicoloculina en la subfamilia Scutulorinae, de la familia Quinqueloculinidae, de la superfamilia Milioloidea, del suborden Miliolina y del orden Miliolida.

## Clasificación
Silicoloculina incluía a las siguientes especies:
- Silicoloculina profunda, aceptada como Miliammellus legis